# SILA
|  | For andre se Sila |
SILA er Nationalmuseets Center for Grønlandsforskning, hvilket er grundlag for et samarbejdsprojekt mellem Nationalmuseet i København og Grønlands Nationalmuseum og Arkiv i Nuuk, Grønland med det formål at koordinere et dansk-grønlandsk forskningarbejde. SILA blev startet i 1999. Baggrunden var, at en stor del af det materiale, som gennem tiden var indsamlet i Grønland, skulle tilbageføres til et nyt landsmuseum.
Projektet har form af forskningsrejser og delprojekter for at belyse bestemte videnskabelige problemstillinger, især vedrørende samspillet mellem mennesket og landskabet i Grønland i forhistorisk og historisk tid. SILA koordineres af Bjarne Grønnow.
SILA skal sikre samarbejdet mellem ældre og yngre forskere (herunder studerende), især arkæologer men også folk inden for fx etnografi og geografi.
SILA har udgivet et større antal forskningsrapporter (feltrapporter), hvoraf de fleste er tilgængelige på internettet Arkiveret 30. oktober 2014 hos  Wayback Machine